# Disa stachyoides
Disa stachyoides är en orkidéart som beskrevs av Heinrich Gustav Reichenbach. Disa stachyoides ingår i släktet Disa och familjen orkidéer. Inga underarter finns listade i Catalogue of Life.